# Amzacea
Amzacea é uma comuna romena localizada no distrito de Constanţa, na região de Dobruja. A comuna possui uma área de 130.47 km² e sua população era de 2631 habitantes segundo o censo de 2007.